# Oumar Bakari
Pour les articles homonymes, voir Bakari.
Oumar Bakari est un footballeur français né le 30 avril 1980 à Montreuil-sous-Bois. Il évolue au poste de milieu défensif.
Il est le frère de l'ancien footballeur Dagui Bakari qui a notamment joué au Lille OSC.

## Biographie
Oumar Bakari est originaire de Montreuil (Seine-Saint-Denis). Il commence le football à 13 ans à Montreuil puis à Romainville.
Formé au Mans après avoir été exclu du centre de formation de l'AS Saint-Étienne, et après un bref passage à Aalst, Oumar Bakari va connaître ses plus belles saisons à Wasquehal, en Division 2, où il signe son premier contrat professionnel en 1999 et joue 58 matchs pour sept buts.
Après de brèves expériences à Laval puis à Caen, il arrive au début de la saison 2006-2007 au Royal Charleroi Sporting Club, où il est rapidement écarté de l'équipe première du fait de son comportement non professionnel. Il ne joue que cinq matchs et le club belge ne renouvelle pas son contrat .
En 2008, il signe pour une saison au FC Gueugnon, où il espère acquérir du temps de jeu en National. Après huit matchs (un but) pour le club (dont trois en CFA2 et un en Coupe de la Ligue), il résilie son contrat en janvier 2009.
En 2016 il est recruté par le Stade mayennais.
Après la fin de sa carrière de joueur, il devient éducateur dans des clubs amateurs mayennais (AS Bourny Laval et Ancienne Château-Gontier).

## Carrière
- 1997-1998 :   Le Mans UC
- 1998 :   Eendracht Alost
- 1999-déc. 2002 :  ES Wasquehal (D2)
- janv. 2003-2004 :  OGC Nice (L1)
- fév. 2005-2005 :  Stade lavallois  (L2)
- 2005-2006 :  SM Caen (L2)
- 2006-2007 :  Sporting de Charleroi (Ligue Jupiler)
- 2008-jan 2009 :  FC Gueugnon (National)
- 2009-2010 :  UJA Alfortville (CFA)
- 2010-2011 :  US Sénart-Moissy (CFA)[3]
- 2016 :  Stade mayennais

## Repères
- 1er match en Ligue 1 : 23 février 2003 : SC Bastia- OGC Nice
- 1er match en Division 2 : 1er septembre 2000 : Nîmes-Wasquehal
- 1er match en Ligue Jupiler : 28 octobre 2006 : KFC Germinal Beerschot Anvers - Royal Charleroi Sporting Club (1-1)